# Cassilandia (flygplats i Brasilien)
Cassilandia är en flygplats i Brasilien.   Den ligger i kommunen Cassilândia och delstaten Mato Grosso do Sul, i den södra delen av landet, 500 km sydväst om huvudstaden Brasília. Cassilandia ligger 474 meter över havet.
Terrängen runt Cassilandia är platt åt nordost, men åt sydväst är den kuperad. Närmaste större samhälle är Cassilândia, 4,4 km norr om Cassilandia.
Omgivningarna runt Cassilandia är huvudsakligen savann. Trakten runt Cassilandia är nära nog obefolkad, med mindre än två invånare per kvadratkilometer.